# インドの星勲章
最も高貴なるインドの星勲章（もっともこうきなるインドのほしくんしょう、英: The Most Exalted Order of the Star of India）は、かつてイギリスに存在した植民地インドに関する勲章（インドの星騎士団員章）である。
インドがヴィクトリア女王の直接統治下に置かれた後の1861年に制定された。ナイト・グランド・コマンダー (GCSI) 、ナイト・コマンダー (KCSI) 、コンパニオン (CSI) の3等級があった。騎士団のモットーは「天国の光が我らを導く（英: Heaven's Light Our Guide）」。1947年のインド独立により廃止された。

## 創設の経緯
1857年から1858年にかけて発生したインド大反乱が鎮圧された後、イギリス東インド会社やムガル皇帝の統治は正式に廃され、インドはイギリス女王ヴィクトリアの統治下に置かれた。
1859年5月にヴィクトリア女王はインド総督第2代カニング子爵チャールズ・カニングに宛てて書いた手紙の中で「現地の主要な王侯たちを結束させるとともに女王との個人的な紐帯によって彼らを引き付けたい。そのために高位の勲章士を新たに創設したい」「20人から24人。総督を団長とし、女王が主権者となる」「将来的には名誉勲章士の枠を設けて、東方の君主たちに授与していきたい。彼らに対する影響力拡大の手段となるであろう」と新たな勲位創設の意思を表明した。
カニングも、英首相第3代パーマストン子爵ヘンリー・ジョン・テンプルも、インド大臣第3代準男爵サー・チャールズ・ウッドもこれに前向きだった。カニングは等級を作って受章の幅を広げるべきことを上奏し、女王は「最高位の物はあくまで女王が叙する」「総督に無制限の権限を認めるつもりはない」ことを条件にそれを許可した。
さらに他の勲章との明確な区別を求める王配アルバート公子の意見を入れて、バス勲章以下、聖マイケル・聖ジョージ勲章以上という序列に決まり、またインド関連の勤務の後に他の部署で勤務した場合、バス勲章（ただしCBのみ）が授与されうるという住み分けになった。
勲章のデザインはインド担当大臣ウッドの依頼を受けてアルバート公子が行い、彼は1859年5月末にもそのデザイン画をインド担当省へ送った。この形がほぼそのまま採用されている。
またアルバート公子は勲章に刻むモットーとして、イギリスがインドを支配することを示しつつ、支配欲丸出しでない言葉としてラテン語で「天国の光が我らを導く（Lux Caeli Dux Noster）」を提案した。これは未開国インドを文明国イギリスが導くという意味が込められていた。総督カニングはモットーの内容そのものは支持したが、インド人相手にラテン語は無意味として英語にすべきと修正を求め、最終的には英語で「Heaven's Light Our Guide」と刻むことに決まった。
勲章名については試行錯誤があり、なかなか決まらなかったが、最終的にはインド担当大臣ウッドがアルバート公子や大法官、インド担当省高官やインド総督府などの意見を調整して「インドの星勲章（Order of the Star of India）」案でまとめた。女王裁可を得て1861年2月23日に正式に制定された。

## 受章対象
イギリス王族、インド総督以下のインド統治行政官、インド大臣、インド王侯（マハラジャ）などが受章の対象であった。

## 等級とデザイン

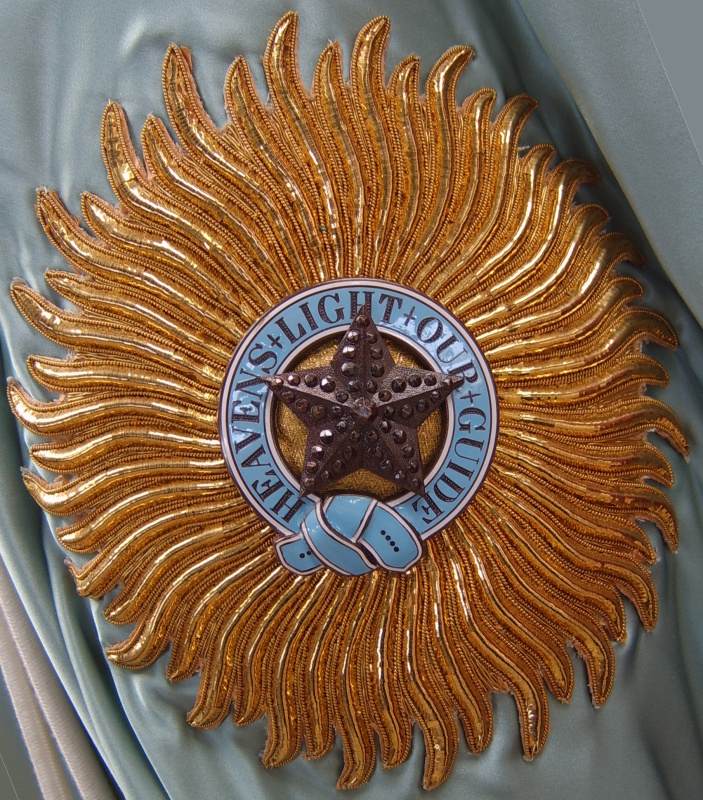
GCSIの星章

- ナイト・グランド・コマンダー（Knight Grand Commander）（GCSI）
- ナイト・コマンダー（Knight Commander）（KCSI）
- コンパニオン（Companion）（CSI）

以上の三等級が存在する。多数の非キリスト教徒の受章が想定される勲章なので、他の勲章のような「Cross（十字）」ではなく「Commander」表記が用いられている。
他の勲章と同様にGCSIは頸飾、大綬章、星章の3つから構成される。頸飾はインドを象徴する睡蓮の葉、イギリスを象徴するテューダー・ローズ、勝利と喜びを象徴するシュロの枝が交互に並べられ、中央に王冠があり、その下に記章（記章は上の部分にインドの星、その下の楕円形にヴィクトリア女王の横顔が描かれており、その肖像を囲んで「天国の光が我らを導く（Heaven's Light Our Guide）」のモットーが刻まれている）が付いているというデザインである。大綬章は、色がライトブルーであり、両端に白いストライプが入っている。先端には頸飾の物と同じ記章が付いている。星章は銀製で中央部分から金色の光というデザインである。中央部分は星の周囲に「天国の光が我らを導く」のモットーが刻まれたリボンというデザインであり、ダイヤ入りである。またGCSIにはライトブルーと白いストライプのマントも付く。
KCSIにはGCSIと同じデザインの記章がついた中綬章と小型の星章が与えられる。
CSIは中綬章のみである。
- GCSIの頸飾と星章
- GCSIのマントと星章
- GCSIの頸飾と星章とマントを佩用するコーチン藩王国マハラジャラーマ・ヴァルマ15世（英語版）。
- GCSIの大綬章と星章とインド帝国勲章ナイト・グランド・コマンダー（GCIE）の星章を佩用したバローダ藩王国（英語版）マハラジャサヤジラオ・グエクワード3世
- KCSIの中綬章と星章を佩用するトラヴァンコール藩王国宰相マドハバ・ラオ（英語版）

## 廃止
1947年8月15日にインドとパキスタンが独立したため、廃止となった。全ての等級について受章者の死後にイギリス王室への返還を求められたが、GCSIの頸飾以外は遺族の買い取りも認められている。
最後まで生存していたGCSI受章者はトラヴァンコール藩王国最後のマハラジャだったスレー・ヴァルマであるといい、彼は1991年に死去している。